# Witchaven
Witchaven – seria dwóch gier komputerowych z gatunku FPS, stworzonych przez Capstone Software i wydanych przez US Gold (część pierwsza) i IntraCorp Entertainment (część druga) w latach 1995-1996. Obie gry oparto na silniku Build, znanym przede wszystkim z wydanej później gry Duke Nukem 3D.
W pierwszej części, gracz wciela się w postać rycerza o imieniu Grondoval, wysłanego z misją wyplenienia zła w tytułowej podziemnej twierdzy na przeklętej wyspie Char, twierdzy potężnej czarownicy imieniem Illwhyrin, zanim owa sprowadzi zagładę na jego krainę. W sequelu zatytułowanym Witchaven II: Blood Vengeance Grondoval powraca aby zmierzyć się z Cirae-Argoth, żądną zemsty siostrą zgładzonej Illwhyrin, która porwała jego ukochaną, księżniczkę Elizabeth.
Do dyspozycji gracza jest szereg średniowiecznych broni, a także zestaw czarów i magicznych napojów. W grze występują tzw. elementy cRPG w postaci punktów doświadczenia i poziomów postaci (sama rozgrywka nie różni się jednak wiele od innych gier tego typu, a więc chodzi o zabijanie wszystkiego co się rusza). Opcja gry wieloosobowej obsługuje do 16 graczy naraz, co było w owym czasie liczbą rekordową.
W Polsce pierwszy Witchaven otrzymał wysokie oceny 85% w Secret Service i 90% w Gamblerze.